# Ibrahim Sekagya
Ibrahim Sekagya (Kampala, Uganda, 19 de diciembre de 1980) es un exfutbolista y actual entrenador ugandés que jugaba como defensor. Su último equipo fue el New York Red Bulls de la MLS. Actualmente dirige al New York Red Bulls II de la MLS Next Pro.

## Biografía
Debutó futbolísticamente en el Kampala City Council FC en 1998 donde permaneció hasta el 2001 cuando recaló en la Argentina para jugar en Atlético de Rafaela de la Primera "B" Nacional.
En 2002, su representante Gustavo Mascardi gestionó su pase a Ferro Carril Oeste donde logró en la temporada 2002-2003 el ascenso desde la Primera "B" Metropolitana al Nacional "B". En Ferro disputó un total de 96 partidos en los que convirtió 4 goles, uno de los cuales le valió la portada de principal diario deportivo de país.
Sus buenas actuaciones en dicha categoría le valieron el pase a la Primera división argentina en 2005 cuando fue adquirido por Arsenal de Sarandí.
Además de ser el primer ugandés en disputar un partido oficial en el fútbol argentino, con la camiseta de Atlético Rafaela allí en 2001, Sekagya posee el honor de haber convertido el gol número 80.000 de la historia del profesionalismo en su primera temporada en Arsenal de Sarandí contra  River Plate.
Musicalmente es admirador del reggae y principalmente de Bob Marley

## Selección nacional
Fue el capitán de la Selección de fútbol de Uganda. El 31 de marzo de 2008 marcó un gol para la victoria 1 por 0 ante Níger por la primera jornada de la Clasificación de CAF para la Copa Mundial de Fútbol de 2010. Se retiró en 2011.

## Estadísticas

### Clubes

#### Como jugador
Actualizado al último partido disputado el 21 de mayo de 2014.
| Club | Div.          | Temporada     | Liga  | Liga  | Copas nacionales(1) | Copas nacionales(1) | Copa de la Liga(2) | Copa de la Liga(2) | Torneos internacionales(3) | Torneos internacionales(3) | Total | Total |
| Club | Div.          | Temporada     | Part. | Goles | Part.               | Goles               | Part.              | Goles              | Part.                      | Goles                      | Part. | Goles |
| --- | ------------- | ------------- | ----- | ----- | ------------------- | ------------------- | ------------------ | ------------------ | -------------------------- | -------------------------- | ----- | ----- |
| Atlético de Rafaela Argentina | 2.ª           | 2001-02       | 38    | 2     | —                   | —                   | —                  | —                  | —                          | —                          | 38    | 2     |
| Ferro Carril Oeste Argentina | 3.ª           | 2002-03       | 30    | 2     | —                   | —                   | —                  | —                  | —                          | —                          | 30    | 2     |
| Ferro Carril Oeste Argentina | 2.ª           | 2003-04       | 34    | 2     | —                   | —                   | —                  | —                  | —                          | —                          | 34    | 2     |
| Ferro Carril Oeste Argentina | 2.ª           | 2004-05       | 32    | 0     | —                   | —                   | —                  | —                  | —                          | —                          | 32    | 0     |
| Ferro Carril Oeste Argentina | Total club    | Total club    | 96    | 4     | —                   | —                   | —                  | —                  | —                          | —                          | 96    | 4     |
| Arsenal de Sarandí Argentina | 1.ª           | 2005-06       | 29    | 1     | —                   | —                   | —                  | —                  | —                          | —                          | 29    | 1     |
| Arsenal de Sarandí Argentina | 1.ª           | 2006-07       | 33    | 1     | —                   | —                   | —                  | —                  | —                          | —                          | 33    | 1     |
| Arsenal de Sarandí Argentina | Total club    | Total club    | 62    | 2     | —                   | —                   | —                  | —                  | —                          | —                          | 62    | 2     |
| Red Bull Salzburgo · Austria | 1.ª           | 2007-08       | 34    | 3     | —                   | —                   | —                  | —                  | 5                          | 0                          | 39    | 3     |
| Red Bull Salzburgo · Austria | 1.ª           | 2008-09       | 34    | 1     | 2                   | 1                   | —                  | —                  | 6                          | 1                          | 42    | 3     |
| Red Bull Salzburgo · Austria | 1.ª           | 2009-10       | 24    | 0     | 2                   | 1                   | —                  | —                  | 11                         | 0                          | 37    | 1     |
| Red Bull Salzburgo · Austria | 1.ª           | 2010-11       | 30    | 0     | 1                   | 0                   | —                  | —                  | 12                         | 0                          | 43    | 0     |
| Red Bull Salzburgo · Austria | 1.ª           | 2011-12       | 26    | 1     | 4                   | 1                   | —                  | —                  | 11                         | 1                          | 41    | 3     |
| Red Bull Salzburgo · Austria | 1.ª           | 2012-13       | 17    | 1     | 3                   | 1                   | —                  | —                  | 1                          | 0                          | 21    | 2     |
| Red Bull Salzburgo · Austria | Total club    | Total club    | 165   | 6     | 12                  | 4                   | —                  | —                  | 46                         | 2                          | 223   | 12    |
| New York Red Bulls Estados Unidos | 1.ª           | 2013          | 8     | 2     | —                   | —                   | 2                  | 0                  | —                          | —                          | 10    | 2     |
| New York Red Bulls Estados Unidos | 1.ª           | 2014          | 25    | 0     | 1                   | 0                   | 5                  | 0                  | —                          | —                          | 31    | 0     |
| New York Red Bulls Estados Unidos | Total club    | Total club    | 33    | 2     | 1                   | 0                   | 7                  | 0                  | —                          | —                          | 41    | 2     |
| Total carrera | Total carrera | Total carrera | 394   | 16    | 13                  | 4                   | 7                  | 0                  | 46                         | 2                          | 460   | 22    |
| (1) Incluye datos de la Copa de Austria y U.S. Open Cup. (2) Incluye datos de la MLS Cup. (3) Incluye datos de la Liga de Campeones, Copa de la UEFA y Liga Europa. |               |               |       |       |                     |                     |                    |                    |                            |                            |       |       |

#### Como entrenador
Actualizado al último partido dirigido el 9 de octubre de 2022.
| Club                                 | Div.          | Temporada     | Estadísticas | Estadísticas | Estadísticas | Estadísticas | Estadísticas | Estadísticas | Estadísticas | Estadísticas | Estadísticas |
| Club                                 | Div.          | Temporada     | PJ           | G            | E            | P            | GF           | GC           | DG           | Efectividad% |              |
| ------------------------------------ | ------------- | ------------- | ------------ | ------------ | ------------ | ------------ | ------------ | ------------ | ------------ | ------------ | ------------ |
| New York Red Bulls II Estados Unidos |               |               |              |              |              |              |              |              |              |              |              |
| 2.ª                                  | 2022          | 17            | 2            | 3            | 12           | 15           | 43           | -28          | 17.65%       |              |              |
| Total club                           | Total club    | 17            | 2            | 3            | 12           | 15           | 43           | -28          | 17.65%       |              |              |
| Total carrera                        | Total carrera | Total carrera | 17           | 2            | 3            | 12           | 15           | 43           | -28          | 17.65%       |              |

## Palmarés

### Campeonatos nacionales
| Título                  | Club               | País           | Año  |
| ----------------------- | ------------------ | -------------- | ---- |
| Primera B Metropolitana | Ferro Carril Oeste | Argentina      | 2003 |
| Bundesliga              | Red Bull Salzburgo | Austria        | 2009 |
| Bundesliga              | Red Bull Salzburgo | Austria        | 2010 |
| Bundesliga              | Red Bull Salzburgo | Austria        | 2012 |
| Copa de Austria         | Red Bull Salzburgo | Austria        | 2012 |
| MLS Supporters' Shield  | New York Red Bulls | Estados Unidos | 2013 |